# IC 4542A
IC 4542A — галактика типу SB0-a (компактна витягнута галактика) у сузір'ї Волопас.
Цей об'єкт міститься в оригінальній редакції індексного каталогу.